# Rumex armenus
Rumex armenus är en slideväxtart som beskrevs av C. Koch. Rumex armenus ingår i släktet skräppor, och familjen slideväxter. Inga underarter finns listade i Catalogue of Life.